# Туртьер
Туртьер (фр. Tourtière) — франкоканадский мясной пирог родом из провинции Квебек, обычно приготовленный из свиного фарша, также телячьего или говяжьего, и картофеля. Иногда используется дичь. Традиционное блюдо для рождественского праздника и новогодней трапезы в Квебеке. Он также популярен в Нью-Брансуике и круглый год продается в продуктовых магазинах по всей Канаде. Свое название он получил от посуды tourte, в которой он изначально готовился. Название tourtière также связано с начинкой пирога: tourte — французское название странствующего голубя, ныне вымершего в Северной Америке. Мясо голубя использовалось в качестве начинки до XX века.

## Описание
Туртьер называли примером «кухни оккупированных», французской кухни, приготовленной британцами, захватившими Квебек в 1759 году. В XVIII веке «морской пирог» стал популярен среди французских и британских колонистов и, вероятно, он является прямым предшественником популярной разновидности — туртьера Лак-Сен-Жан.
Туртьер характерен не только для Квебека. Это традиционное франкоканадское блюдо, которое подают по всей Канаде и приграничных районах США, в регионе Новой Англии в США, особенно в штатах Мэн, Род-Айленд, Вермонт, Нью-Гэмпшир и Массачусетс (например, Чикопи и Эттлборо), куда в конце XIX-начале XX века это блюдо привезли иммигранты из Квебека. Туртьер дю Лак-Сен-Жан стал традиционным и культовым блюдом региона Сагеней, Квебек, со времен Второй мировой войны, и претерпел несколько метаморфоз.

## Приготовление
Песочное тесто готовят из муки и маргарина. Мясо предварительно жарят или варят и измельчают, или наоборот, сначала измельчают, потом обжаривают. В готовый фарш добавляют панировочные сухари или картофельное пюре. В качестве специй в различных регионах и рецептах используют чабер, мускатный орех, гвоздику, корицу, сельдерей, сухую горчицу, соль и перец. Тесто выкладывают в форму для запекания, затем начинку, и сверху закрывают оставшимся тестом, сделав отверстие для выхода пара.
Не существует жестких правил относительно начинки; вид мяса зависит от того, что доступно в регионе. В прибрежных районах обычно используется такая рыба, как лосось, тогда как во внутренних районах часто используются свинина, говядина, баранина, кролик и дичь:63.
Туртьер дю Лак-Сен-Жан отличается от обычного туртьера более толстой корочкой, кубиками картофеля, мяса и бульоном (вместо рубленого мяса) в начинке, а также тем, что его помещают в гораздо большую и глубокую ёмкость.
Туртьер подают с брусничным или клюквенным соусом, кленовым сиропом.